# Ruta Provincial 74 (Buenos Aires)
La Ruta Provincial 74 es una carretera pavimentada de 284 km ubicada en el sudeste de la provincia de Buenos Aires, Argentina, que une el empalme con la Ruta Provincial 86 en la ciudad de Benito Juárez y el empalme con la Ruta Provincial 11 en Pinamar.
El tramo al este de Las Armas (enlace con la Autovía 2) es de mucho tránsito en la temporada estival y en Semana Santa, debido a que es una ruta de acceso a los balnearios de la costa bonaerense (en especial Pinamar y Villa Gesell).
El 19 de septiembre de 1990 se firmó el acta de entrega de esta ruta en el tramo de 26 km entre el enlace con la Ruta Provincial 11 en Pinamar (km 2) y el enlace con la Ruta Provincial 56 en General Juan Madariaga (km 28), junto con otras rutas provinciales, al concesionario Caminos del Atlántico por un plazo de 15 años con opción a cinco años más. Esta concesionaria ubicó una cabina de peaje a pocos km al oeste de General Madariaga.
El tramo entre General Madariaga y Pinamar es una autovía de 26 km desde el 1 de marzo de 2006.

## Localidades
Las ciudades y pueblos por los que pasa esta ruta de este a oeste son:
- Partido de Pinamar: Pinamar (kilómetro 0)
- Partido de General Madariaga: General Juan Madariaga (km 28).
- Partido de Maipú: Las Armas (km 94)
- Partido de Ayacucho: acceso a Ayacucho (km 152)
- Partido de Tandil: alrededores y accesos a Tandil (km 217), Fulton, María Ignacia y Azucena
- Partido de Benito Juárez: Benito Juárez (km 292), Barker y Estación López

## Recorrido
A continuación, se muestra un mapa esquemático de los principales cruces con otras rutas provinciales, nacionales y ferrocarriles.
|  | RM |

| RMq | MWNODE | RMq |

| lDAMPF | RM |  |

|  | RM |

| FLUG | RM |  |

|  | RM |

|  |  | SKRZ-GBUE |  | lDAMPF |

|  | RM |

| exSTRq | MWNODEl |  |

| STRq | MWNODE | STR+r |

|  | CONTf | STR |

|  |  | STR |

| lDAMPF |  | SKRZ-GBUE |

|  | exSTRq | MWNODEl |

|  |  |  | STR | FLUG |

|  |  | GRENZE |

|  |  | STR |

|  |  | RMq | MWNODE | RMq |

| lDAMPF |  | SKRZ-GBUE |

|  |  | STR |

|  |  | WASSERq | hKRZWae | WASSERq |

|  |  | STR |

|  | exSTRq | KRZlr+lr |

|  |  |  | TEEaq | STRq |

|  | STRq | ABZgr+r |

| exlDAMPF |  | SKRZ-GBUE |

|  |  | STRq | MWNODE | STRq |

|  |  | STR |

| exlDAMPF |  | SKRZ-GBUE |

|  |  |  | TEEaq | STRq |

|  |  | STR |

|  |  |  | STR | FLUG |

|  |  | exBUE |

|  |  | STRq | MWNODE | STRq |

|  |  | WASSERq | hKRZWae | WASSERq |

|  | exSTRq | TEEeq |

|  |  | STR |

|  |  | WASSERq | hKRZWae | WASSERq |

|  |  | STRq | MWNODE | STRq |

|  |  | STR |

|  |  | WASSERq | hKRZWae | WASSERq |

|  |  | WASSERq | hKRZWae | WASSERq |

| exlDAMPF |  | SKRZ-GBUE |

|  |  | STR |

|  | STRq | ABZgr+r |

|  |  | STR |

|  |  |  | ABZgl+l | STRq |

|  |  | STR |

|  |  | WASSERq | hKRZWae | WASSERq |

|  |  | WASSERq | hKRZWae | WASSERq |

|  |  | STR |

|  |  | WASSERq | hKRZWae | WASSERq |

|  |  | WASSERq | hKRZWae | WASSERq |

|  |  | WASSERq | hKRZWae | WASSERq |

|  | exSTRq | TEEeq |

|  |  | STRq | ABZqlr | STRq |